# Taro
Per altres significats vegeu: Taro (desambiguació)
Colocasia esculenta coneguda com taro, pituca, papa xina o malanga, és una planta conreada, en països tropicals com la Xina o Hawaii, pels seus corms comestibles o secundàriament per les seves fulles o flors.
La planta ha de ser consumida cuita (bullida, fregida, etc.), ja que si es menja crua ocasiona greus problemes digestius. És rica en midó, vitamines i minerals. Pel seu contingut alt en àcid oxàlic ha de ser evitada per persones amb problemes de pedres al ronyó.

## Taxonomia
Colocasia esculenta fou descrita per (Linné.) Schott i publicat a Meletemata Botanica 18. 1832.

## Distribució i habitat
S'hauria començat a cultivar fa uns 7000 anys a les muntanyes de Papua Nova Guinea.
L'extensió de la zona d'origen del taro encara està en discussió, molts els autors coincideixen a sostenir que se situa al nord-est de l'Índia, Sud-est d'Àsia, estenent-se segons altres autors també fins a Austràlia, Nova Guinea, Illes Marshall.
Pot vegetar a arrossars o a terres altes on l'aigua és subministrada constantment per pluja o irrigació. Algunes varietats creixen també fora dels tròpics, en llocs com Galícia, Corea i Japó.
És un aliment tradicional en moltes àrees tropicals del món i la base per fer el poi a Hawaii. La planta és indigerible si es menja crua a causa de les substàncies ergàstiques a les cèl·lules de la planta. Produeix severs problemes gastrointestinals llevat que es cuini.
Donat el seu origen asiàtic, a Veneçuela se'l coneix amb el nom d'ocumo xinès.

## Us
Com en gairebé totes les verdures, les fulles de taro són riques en vitamines i minerals i font de fibra dietètica. En la seva forma crua, la planta és tòxica a causa de la presència d'oxalat de calci i la presència de rafidis a les cèl·lules vegetals amb forma d'agulla.
El corm se sol consumir cuit generalment com a hortalissa, ja sigui com a acompanyament de plats de carn, pollastre o peix o bé formant part del popular sancocho (principalment a Veneçuela, Colòmbia i Panamà). A Costa Rica s'utilitza majoritàriament a la seva zona caribenya.A Corea el corm es pela i els plançons de les fulles se sofregeixen.